# Sous-préfecture de Sorachi
La sous-préfecture de Sorachi (空知総合振興局, Sorachi-sōgō-shinkō-kyoku) est une sous-préfecture située sur l'île de Hokkaidō, au Japon.

## Géographie
Les principales mines de charbon du Japon se situe dans la plaine d'Ishikari.

### Démographie
Au 31 mars 2015, la population de la sous-préfecture de Sorachi était de 313 087 habitants répartis sur une superficie de 5 791,19 km2 (densité de population de 54 hab./km2).

### Divisions administratives

#### Villes
La sous-préfecture compte dix villes : 
- Akabira ;
- Ashibetsu ;
- Bibai ;
- Fukagawa ;
- Iwamizawa (chef-lieu) ;
- Mikasa ;
- Sunagawa ;
- Takikawa ;
- Utashinai ;
- Yūbari.

#### Bourgs par districts
La sous-préfecture comporte également quatorze bourgs répartis dans quatre districts ruraux. 
- District de Kabato
  - Shintotsukawa
  - Tsukigata
  - Urausu
- District de Sorachi
  - Kamisunagawa
  - Naie
  - Nanporo
- District d'Uryū
  - Chippubetsu
  - Hokuryū
  - Moseushi
  - Numata
  - Uryū
- District de Yūbari
  - Kuriyama
  - Naganuma
  - Yuni